# Julio Enrique Prado Bolaños

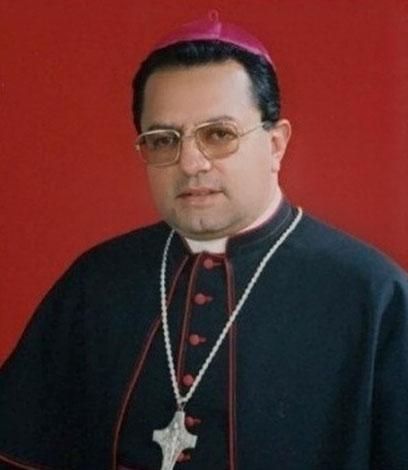
Julio Enrique Prado Bolaños

Bischofswappen

Julio Enrique Prado Bolaños (* 21. November 1943 in Cumbal, Departamento de Nariño, Kolumbien) ist ein kolumbianischer Geistlicher und emeritierter römisch-katholischer Bischof von Pasto. 

## Leben
Julio Enrique Prado Bolaños empfing am 3. Dezember 1967 die Priesterweihe.
Papst Johannes Paul II. ernannte ihn am 8. Juli 1992 zum Titularbischof von Furnos Maior und zum Weihbischof in Cali. Die Bischofsweihe spendete ihm der Bischof von Ipiales, Gustavo Martínez Frías, am 8. September desselben Jahres; Mitkonsekratoren waren Pedro Rubiano Sáenz, Erzbischof von Cali, und Arturo Salazar Mejía OAR, Bischof von Pasto.
Am 2. Februar 1995 wurde er zum Bischof von Pasto ernannt.
Papst Franziskus nahm am 1. Oktober 2020 seinen altersbedingten Rücktritt an.